# 蒙森鎮區 (明尼蘇達州特拉弗斯縣)
蒙森鎮區（英語：Monson Township）是位於美國明尼蘇達州特拉弗斯縣的一個行政鎮區。

## 歷史
蒙森鎮區於1880年成立，得名自來自瑞典的定居者彼得·蒙森（Peter Monson）。

## 地方資料
蒙森鎮區的面積為140.40平方千米，當中陸地面積為140.30平方千米，而水域面積為0.10平方千米。根據2020年美國人口普查的數據，當地共有人口110人，而人口密度為每平方千米0.78人。